# Grün ist die Heide (film 1932)
Grün ist die Heide è un film del 1932 diretto da Hans Behrendt.

## Produzione
Il film fu prodotto dalla R.N.-Filmproduktion GmbH di Berlino.

## Distribuzione
Il visto di censura (numero B.32624) venne approvato il 1º dicembre 1932.
Distribuito dalla Europa-Filmverleih AG, uscì nelle sale cinematografiche tedesche il 13 ottobre 1932.